# Райське місце (телесеріал, 2017)
«Райське місце» — російськомовний телесеріал, знятий в Україні. Знятий на студії «Front Cinema», що входить до складу «Медіа Групи Україна». Прем'єра серіалу відбулася 9 січня 2017 року на українському телеканалі ТРК Україна. Серіал транслювали о 18:00. Остання серія вийшла в четвер 2 червня 2017 року.

## Сюжет
Готель «Райське місце» — найрозкішніший гірськолижний курорт в Карпатах. І саме там хоче працювати Ніна Костюк — кругла сирота, що живе в закарпатському селі в будинку свого дядька. Згодом вона закохується у внука власників готелю Максима Марченка. Але її односелець Левко Дзюба, який шалено закоханий у Ніну, постійно перешкоджає коханню Максима та Ніни.

## У ролях
- Клавдія Дрозд — Ніна Костюк/Марченко
- Клавдія Дрозд - Ніна Костюк (головна роль)
- Андрій Федінчик — Максим Марченко, син Марини та Романа
- Констянтин Данилюк — Петро Андрійович Губиш, дядько Андрія
- Софія Пісьман — Тамара Іванівна Марченко, власниця готелю, мати Вероніки, Романа та Семена, бабуся Максима
- Анна Саліванчук — Владислава Вікторівна Горошко/Лейман, бренд-менеджер готелю
- Сергій Фролов — Семен Назарович Марченко, син Тамари Іванівни
- Олеся Власова — Марина Марченко, мати Максима, дружина Романа
- Костянтин Косинський — Роман Назарович Марченко, чоловік Марини
- В'ячеслав Довженко — Антон Винокуров, брат Марини, коханець Влади
- Владислав Никитюк — Андрій Іванків, племінник Петра, позашлюбний син Романа
- Анна Лебедева — Галина Костюк, тітка Ніни, жінка Тараса
- Борис Книженко — Тарас Костюк, дядько Ніни, кухар готелю
- Владлена Дедкова — Кристіна Василевська
- Вадим Головко  — Михай.

## Українське закадрове озвучення
Українською мовою серіал озвучено студією «Так Треба Продакшн» на замовлення АТ «НСТУ» у 2023 році. Ролі озвучували: Сергій Ладесов, Кирило Татарченко, Наталя Задніпровська і Анастасія Павленко.

## Місце знімання
Зйомки серіалу проходили у Києві, Київській області та Карпатах. Деякі вулиці Львова відзняли на Андріївському узвозі, в м. Золочів, а Дрезден — біля Київського політехнічного інституту.

## Саундтрек
Музичною обкладинкою різдвяної багатосерійної мелодрами «Райське місце» стала пісня-хіт «Капли» співачки Alyosha. Музика з репертуару артистки прозвучала, як в титрах до серіалу, так і сценах картини.

## Нагороди та номінації
| Нагороди й номінації | Нагороди й номінації | Нагороди й номінації | Нагороди й номінації | Нагороди й номінації |
| Рік                  | Премія               | Номінація            | Робота               | Результат            |
| -------------------- | -------------------- | -------------------- | -------------------- | -------------------- |
| 2018                 | «Телетріумф»         | Сайт програми/каналу | «Райське місце»      | Перемога             |